# Бінчарівка
Бінчарівка (пол. Binczarówka, Binczarowa (potok)) — гірська річка в Польщі, у Новосондецькому повіті Малопольського воєводства на Лемківщині. Ліва притока Білої, (басейн Балтійського моря).

## Опис
Довжина річки 5 км. Формується притокою та багатьма безіменними струмками. Річка тече в південно-західній частині Низьких Бескидів.

## Розташування
Бере початок на північно-східних схилах гори Терпацьке Нижнє (764 м) на висоті приблизно 490 м над рівнем моря (гміна Грибів). Тече переважно на північний схід через село Бінчарову і на північній околиці Флоринки на висоті приблизно 300 м над рівнем моря впадає у річку Білу, праву притоку Дунайця.

## Цікаві факти
- Біля витоку річки з правої сторони розташована гора Убоч (819 м), а на лівій стороні — гора Поставне (846 м)[1].
- Понад річкою пролягають туристичні маршрути, які на мапі значаться кольором: жовтим (Убоч — Флоринка — Вафка); зеленим (Поставне — Грибів): синім (Поставне — Убоч)[1].